# Anaplusia pannosa
Anaplusia pannosa là một loài bướm đêm trong họ Noctuidae.